# Cernavodăcultuur
De Cernavodăcultuur (ca. 4000-3200 v.Chr.) was een late kopertijd-cultuur langs de benedenloop van de Boeg, Donau, de kust van de Zwarte Zee en landinwaarts in het huidige Roemenië en Bulgarije. Ze is vernoemd naar de Roemeense stad Cernavodă.
Het is een opvolger van en neemt ongeveer hetzelfde gebied in als de eerdere Gumelnițacultuur. Tussen de culturen lijkt een vernietigingslaag aanwezig te zijn. 
De cultuur is onderdeel van het zogenaamde "Balkan-Donau-complex" dat zich uitstrekt over de gehele lengte van de rivier en  via de Elbe en de Badencultuur tot in Noord-Duitsland. Het noordoostelijke deel wordt gezien als de voorganger van de Coțofenicultuur.
Het wordt gekenmerkt door verdedigde heuveltopnederzettingen. Het aardewerk toont overeenkomsten met dat gevonden verder naar het oosten op de Pontisch-Kaspische Steppe. Ook de begravingen tonen gelijkenissen met die verder naar het oosten. In het kader van de koerganhypothese wordt dit verklaard als een binnendringen van Indo-Europeanen.